# Don Siegelman
Don Siegelman (Mobile, (Alabama), 24 februari 1946) is een Amerikaanse politicus. Van 1999 tot 2003 was hij gouverneur van de staat Alabama.

## Levensloop
Siegelman heeft gestudeerd aan de Universiteit van Alabama. Daar behaalde hij in 1968 een Bachelor. In 1972 behaalde hij aan de Georgetown-universiteit een graad in de rechten. Van 1972 tot 1973 studeerde hij als Rhodesbeurs Internationaal Recht aan de Universiteit van Oxford.
Zijn eerste verkiezing vond in 1976 plaats toen Siegelman namens de Democratische Partij gekozen werd als Secretary of State van Alabama. Deze functie bekleedde hij tot 1986. Van 1987 tot 1990 was hij procureur-generaal van dezelfde staat. Van 1995 tot 1999 was hij luitenant-gouverneur van Alabama.

### Gouverneurschap
In 1999 werd Siegelman gouverneur van Alabama. In november 2002 werd hij bij de gouverneursverkiezingen door Bob Riley verslagen met slechts 3.000 stemmen verschil.
Siegelman werd gouverneur net op het moment dat de auto-industrie van Alabama een explosieve groei doormaakte. Zo besloot Mercedes-Benz haar fabriekscapaciteit te verdubbelen. Ook haalde Siegelman Toyota, Honda en Hyundai over om grote fabrieken te bouwen in de staat.
Onder zijn gouverneurschap vonden ook vier executies plaats, waaronder die van Lynda Lyon Block. Zij was de eerste vrouw die sinds 1957 ter dood werd gebracht in Alabama.
Meteen aan het begin van zijn termijn stelde Siegelman voor om een staatsloterij te beginnen. Met de opbrengsten daarvan konden veel meer scholieren toegang krijgen tot de staatsuniversiteiten. In een referendum legde Siegelman het plan aan de bevolking voor, maar die stemde tegen het plan.

### Veroordeling
In mei 2004 werden hij en twee van zijn naaste medewerkers aangeklaagd wegens manipulatie. Na de eerste dag van zijn proces in oktober 2004, werd het proces abrupt afgebroken en de aanklacht ingetrokken.
Een jaar later, in oktober 2005, werd Siegelman opnieuw aangeklaagd, ditmaal vanwege vermeende omkoping en postfraude. Hij werd er van beschuldigd bepaalde bedrijven bevoordeeld te hebben in ruil voor campagnedonaties in de periode van zijn gouverneurschap en luitenant-gouverneurschap. Richard M. Scrushy zou een half miljoen dollar aan donaties hebben binnengebracht in ruil voor een zetel in het bestuur van staatsinstelling die toezicht houdt op het functioneren van ziekenhuizen.
In diezelfde periode stelde Siegelman opnieuw kandidaat voor de gouverneursverkiezingen van 2006 maar legde het af tegen Lucy Baxley, die het op haar beurt als Democratisch kandidate tegen zittend gouverneur Riley moest afleggen.
Op 29 juni 2006 werd Siegelman door een federale rechtbank op verschillende punten veroordeeld, waaronder omkoping en obstructie van justitie. Hij werd veroordeeld tot een celstraf van 7 jaar en een boete van 50.000 dollar. Op 27 maart 2008 stemde de rechtbank in met de voorlopige vrijlating van Siegelman, in aanloop naar het hoger beroep dat was aangespannen. Op 6 maart 2009 veroordeelde het Hof van Beroep opnieuw op 5 van de 7 punten waar hij eerder op was veroordeeld. Er zal mogelijk een nieuwe – lagere – straf volgen. Op de veroordeling volgde ook veel kritiek. Zo werd de (Republikeinse) Openbaar aanklager verweten er een politiek proces van te hebben gemaakt. Bij een eerdere gouverneur die in Alabama werd veroordeeld werd slechts een boete en een voorwaardelijke straf geëist.

## Privé
Siegelman is van huis uit Rooms-katholiek. Zijn vrouw Lori Allen is Joods. Samen hebben zij hun twee kinderen ook Joods opgevoed.
- Gemeinsame Normdatei: 1175486981
- Virtual International Authority File: 5747154801910756310003